# 27 de julio
El 27 de julio es el 208.º (ducentésimo octavo) día del año en el calendario gregoriano y el 209.º en los años bisiestos. Quedan 157 días para finalizar el año.

## Acontecimientos
- 587 a. C.: destrucción de Jerusalén y su templo por los ejércitos babilonios, incluido el consiguiente cautiverio que durará hasta el 538 a. C. (según el Segundo libro de los reyes 25:8-21).
- 615 (fecha maya 9.9.2.4.8): en Palenque (actual México) accede al trono el niño Kinich Janaab Pakal (603-683), de 12 años.
- 1054: Siward, conde de Northumbria, invade Escocia y derrota a Macbeth, rey de Escocia en algún lugar al norte del Fiordo de Forth.
- 1214: en la batalla de Bouvines, Felipe II de Francia derrota a Otón IV del Sacro Imperio Romano Germánico.
- 1309: el rey de Castilla, Fernando IV, rompe la tregua que había firmado con el de Granada, Muhammad III, y pone cerco a Algeciras.
- 1513: el rey Fernando nombra a Pedro Arias Dávila administrador de la nueva gobernación de Castilla de Oro (Panamá).
- 1549: san Francisco Javier llega a las costas de Japón.
- 1694: Fundación del Banco de Inglaterra.
- 1723: se dan por terminadas y bendecidas las obras del Palacio de La Granja (Segovia).
- 1768: el médico británico William Heberden realiza, en el Royal College of Physicians, la descripción clásica de la angina de pecho.
- 1789: el rey Luis XVI visita París y acepta la bandera tricolor.
- 1794: Caída de Robespierre por la que se lleva a cabo el golpe de Estado contra el gobierno, conocido como el golpe del 9 de thermidor, que acabará con la etapa más radical de la Revolución francesa, denominada "el Terror."
- 1830: las jornadas revolucionarias obligan al rey Carlos X a huir de París.
- 1900: parte de Alemania un cuerpo expedicionario hacia China para sofocar la rebelión de los bóxers.
- 1908: se declara una epidemia de cólera en Rusia.
- 1908: el nuevo sah de Persia disuelve el Parlamento y suspende la Constitución.
- 1909: las tropas españolas sufren una dura derrota durante la guerra de Melilla en la jornada conocida como Desastre del Barranco del Lobo.
- 1910: Turquía amenaza con declarar la guerra a Grecia si incorpora a los diputados cretenses en la Asamblea Nacional griega.
- 1913 : Se funda el Club Atlético Chaco For Ever.
- 1915: los italianos interrumpen la segunda batalla del Isonzo, al no conseguir el éxito esperado.
- 1916: los rusos invaden Turquía oriental y ocupan Erzincan durante la Primera Guerra Mundial.

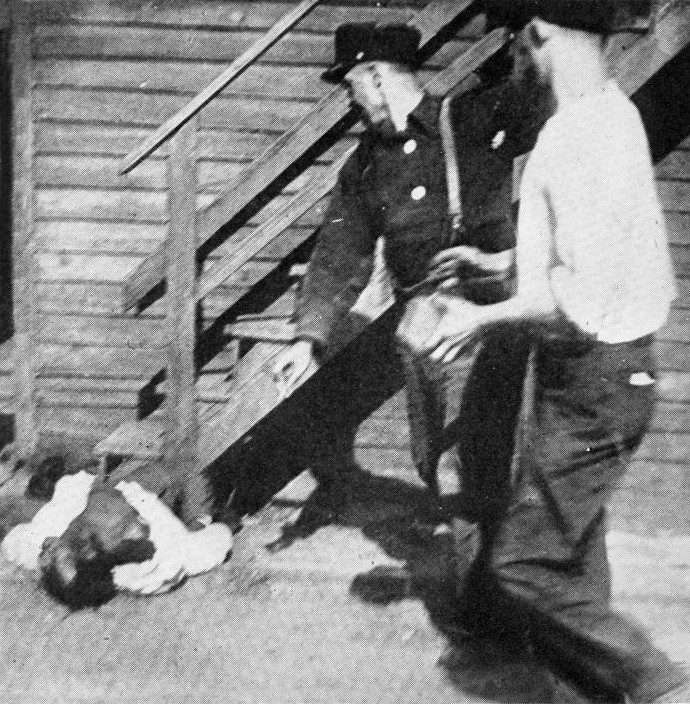
Dos jóvenes blancos rematan a un afroestadounidense durante los disturbios de Chicago.

- 1919: en la ciudad de Chicago (Estados Unidos) ―en el marco del apartheid que durará hasta 1965 en ese país―, comienzan los disturbios raciales de Chicago, que terminarán una semana después con un saldo de 38 afroestadounidenses asesinados por ciudadanos de piel blanca.
- 1921: los científicos Frederick Grant Banting y Charles Best logran aislar la hormona insulina que segrega el páncreas.
- 1923: aparece en Madrid el primer número de la Revista de Occidente, fundada y dirigida por José Ortega y Gasset hasta 1936.
- 1924: en París se clausuran los VIII Juegos Olímpicos de la era moderna.
- 1927: en la provincia de Corrientes Argentina se funda el Club Atlético Boca Unidos.
- 1929: los líderes italianos antifascistas Carlo Rosselli, Emilio Lussu y Francisco Fausto Nitti se evaden del presidio de las islas Lípari.
- 1929: es adoptado el Convenio de Ginebra relativo al trato debido a los prisioneros de guerra.
- 1931: se firma el Convenio de Ginebra, que legisla el trato humanitario que debían recibir los prisioneros de guerra.
- 1931: tras la dimisión del presidente chileno Carlos Ibáñez del Campo, se constituye un nuevo Gobierno.
- 1932: se celebra en la plaza de toros de Madrid un mitin contra el estatuto de autonomía catalán.
- 1933: el Gobierno de la Segunda República Española reconoce a la Unión Soviética.
- 1934: los partidos socialista y comunista franceses firman en París un pacto de unidad de acción contra el fascismo.
- 1936: En el contexto de la guerra civil española, la aviación republicana bombardea Córdoba en un intento de recuperarla del bando sublevado.
- 1936: durante la Guerra Civil, llega a España el primer escuadrón de aviones italianos enviados por Benito Mussolini.
- 1939: la comisión permanente de las Cortes de la República Española decide disolver el Gobierno en el exilio.
- 1940: Bugs Bunny hace su debut oficial en la película Wild hare.
- 1941: Japón ocupa el territorio francés de Indochina.
- 1941: Perú utiliza por primera vez en el hemisferio occidental un ataque de fuerzas aerotransportadas y paracaidistas para tomar Puerto Bolívar durante la guerra peruano-ecuatoriana.
- 1945: se constituye el gabinete Atlee en el Reino Unido.
- 1946: el Kuomintang rechaza la propuesta comunista para finalizar la guerra civil en China.
- 1947: canonización de Catalina Labouré, santa venerada por las apariciones de la Virgen María en el origen de la difusión de la Medalla Milagrosa.
- 1947: el Gobierno republicano español en el exilio, presidido por Rodolfo Llopis Ferrándiz, dimite, y es reemplazado por una coalición presidida por Álvaro de Albornoz y Liminiana.
- 1949: en Washington se ratifica el Pacto Atlántico.
- 1949: el de Havilland DH.106 Comet es el primer avión comercial de reacción en volar.
- 1950: cerca de la aldea de Nogun-Ri, a 160 km al sureste de Seúl (Corea del Sur), sucede el segundo día de la Masacre de No Gun Ri): soldados estadounidenses asesinan a lo largo de tres días a unos 300 refugiados surcoreanos, en su mayoría mujeres y niños.
- 1953: Estados Unidos, Corea del Norte y China firman el Acuerdo de Armisticio de Corea que termina con la guerra de Corea. Corea del Sur solo queda como miembro observante al negarse a firmar el armisticio.
- 1954: se firma un tratado entre el Reino Unido y Egipto sobre la retirada de los británicos de la zona del Canal de Suez.
- 1955: en España terminan las obras de restauración del Teatro Real de Madrid, dañado durante la guerra civil española.
- 1955: en el espacio aéreo búlgaro es derribado un avión israelí, y mueren sus 57 ocupantes.
- 1955: entra en vigor el Tratado de Estado Austriaco, por el cual las Fuerzas Aliadas reconocen el Estado de Austria.
- 1960: en la villa cubana de Alquízar (provincia de La Habana) ―en el marco de los ataques terroristas organizados por la CIA estadounidense―, un grupo de «bandidos» cubanos asesinan al miliciano Eulalio Piloto-Fumero cuando se encontraba de guardia en el Crucero de la Cuchilla.[1]
- 1966: en España se modifica el régimen de las asociaciones estudiantiles.
- 1968: en Madrid (España) se suspende por dos meses más la publicación del diario Madrid.
- 1972: En Chile, se realiza la Asamblea del Pueblo de Concepción, experiencia de poder popular Organizada por gran parte de la Izquierda chilena, acto rechazado por el Partido Comunista de Chile y el propio Salvador Allende
- 1972: en China se confirma oficialmente la muerte del dirigente chino Lin Biao, en accidente de avión.
- 1972: en Argentina se celebra el Día del Antropólogo, esta fecha fue establecida con el fin de conmemorar la fundación del Colegio de Graduados en Antropología (CGA).
- 1973: en Chile, un grupo terrorista de derechas asesina a Arturo Araya Peeters, edecán naval del presidente Salvador Allende.
- 1974: en Estados Unidos, la Cámara de Representantes inicia un proceso contra el presidente Richard Nixon por su implicación en el escándalo Watergate.
- 1976: el ex primer ministro japonés Kakuei Tanaka es detenido por su presunta implicación en el escándalo Lockheed.
- 1978: el Congreso de los Diputados español aprueba las leyes antiterrorista y de la Policía.
- 1979: el equipo de fútbol paraguayo Olimpia gana por primera vez la Copa Libertadores de América, constituyéndose en un hito histórico para el deporte de ese país.
- 1983: en Gärmersdorf bei Amberg (Alemania) se registra la temperatura más alta en la Historia de ese país: 40,2 °C (104,4 °F).
- 1986: en España, grandes inundaciones en la huerta murciana se saldan con pérdidas de cinco mil millones de pesetas.
- 1986: El grupo británico Queen da un inolvidable concierto en Budapest siendo parte de gira exitosa  Magic Tour es el primer grupo que da un concierto en esa ciudad tras el conflicto denominado Cortina de Hierro, el concierto fue filmado y salió en VHS al siguiente año y restaurado en su totalidad en el año 2012.
- 1987: en la Biblioteca March de Palma de Mallorca aparece un ejemplar de la obra Suma y narración de los incas (1551), del cronista vallisoletano Juan de Betanzos.
- 1988: en Brasil se aprueba una nueva Constitución con grandes innovaciones, a pesar de la oposición del presidente José Sarney.
- 1989: en la Unión Soviética, el Parlamento aprueba provisionalmente la autonomía financiera de las Repúblicas bálticas.
- 1989: en Suecia, Christer Pettersson es declarado culpable de asesinar al ex primer ministro Olof Palme y sentenciado a cadena perpetua. La sentencia se suspenderá tres meses después.
- 1989: Tras ganar un clásico contra Boca Juniors por 2:1, Daniel Passarella decide retirarse de la actividad futbolística.
- 1989: el Vuelo 803 de Korean Air se estrelló mientras intentaba aterrizar en Trípoli, Libia.
- 1990: Bielorrusia se independiza de la Unión Soviética.
- 1990: en Nigeria son fusilados 42 militares por intento de golpe de Estado.
- 1994: en San Sebastián (País Vasco), el empresario donostiarra José Manuel Olarte es asesinado por la banda terrorista ETA.
- 1995: en Perú, Martha Chávez se convierte en presidenta del Congreso para el periodo 1995-1996, siendo la primera mujer en llegar a ese puesto.
- 1996: en Atlanta (Estados Unidos), muere una persona y resultan heridas 111 tras un atentado terrorista durante la celebración de los Juegos Olímpicos.
- 1996: Víctor Joy Way se convierte en presidente del Congreso para el periodo 1996-1997.
- 1999: en Nueva York, el musical Victor/Victoria es retirado de la cartelera de Broadway, tras un total de 738 representaciones.
- 1997: Carlos Torres y Torres Lara se convierte en presidente del Congreso de la República del Perú para el periodo 1997-1998.
- 1998: en Perú, Víctor Joy Way se convierte en presidente del Congreso de la República del Perú para el periodo 1998-1999.
- 1998: el piloto español Carlos Sainz vence en el rally de Nueva Zelanda y se convierte en plusmarquista absoluto de la historia del campeonato del mundo, con 22 victorias.
- 1999: en Perú, Martha Hildebrandt se convierte en presidenta del Congreso para el periodo 1999-2000, siendo la segunda mujer en llegar a ese puesto.
- 2001: en Perú, Carlos Ferrero Costa se convierte en presidente del Congreso de la República del Perú para el periodo 2001-2002.
- 2001: Se forma el grupo Musical Argentino, Miranda!
- 2002: una expedición de exploradores, liderada por Jacek Palkiewicz, afirma haber descubierto "El Dorado", la mítica ciudad inca de Paititi, en una zona colindante con el parque nacional del Manu, entre los departamentos peruanos de Cuzco y Madre de Dios.
- 2002: en Nueva Zelanda, el Partido Laborista logra la victoria en las elecciones legislativas y Helen Clark renueva el cargo de primera ministra.
- 2002: el Congreso estadounidense concede al presidente George W. Bush plenos poderes para negociar acuerdos comerciales con otros países.
- 2002: en Puerto Rico muere en un accidente de tránsito el joven Juan Sebastián Peña García de la Noceda, hijo del arreglista Cuco Peña y de la cantante Lunna.
- 2003: en Perú, Henry Pease García se convierte en presidente del Congreso para el periodo 2003-2004.
- 2004: en Perú, Ántero Flores-Aráoz se convierte en presidente del Congreso para el periodo 2004-2005, siendo el único presidente de oposición durante el régimen de Alejandro Toledo.
- 2004: en San José (Costa Rica) un guardia de seguridad toma la embajada de Chile, asesina a tiros a tres funcionarios chilenos y se suicida.
- 2004: España y Marruecos acuerdan enviar una fuerza conjunta a Haití para participar en labores de estabilización y reconstrucción del país.
- 2005: en Perú, Marcial Ayaipoma se convierte en presidente del Congreso de la República del Perú para el periodo 2005-2006.
- 2012: Apertura de los Juegos Olímpicos de Londres 2012.
- 2016: En Colombia el Atlético Nacional gana su segunda Copa Libertadores de América tras vencer a Independiente del Valle 2-1 en el Global en la ciudad de Medellín.
- 2018: The Walt Disney Company compra todas las acciones de 21st Century Fox, así perteneciéndole todos los formatos de 20th Century Fox

## Nacimientos
- 604: Fátima az-Zahra, mujer árabe (f. 634) de gran importancia en el islamismo, hija del profeta Mahoma.
- 774: Kūkai, Monje japonés del período Heian (f. 835).
- 1450: Jacobo Wimpfeling, escritor alemán (f. 1528).
- 1452: Ludovico Sforza, aristócrata milanés (f. 1508).
- 1612: Murad IV, Sultán Otomano (f. 1640).

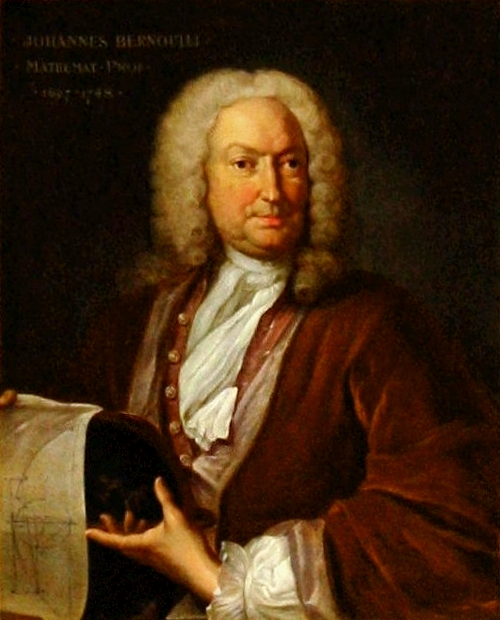
Johann Bernoulli.

- 1667: Johann Bernoulli, matemático suizo (f. 1748).
- 1733: Jeremiah Dixon, geógrafo y astrónomo británico (f. 1778).

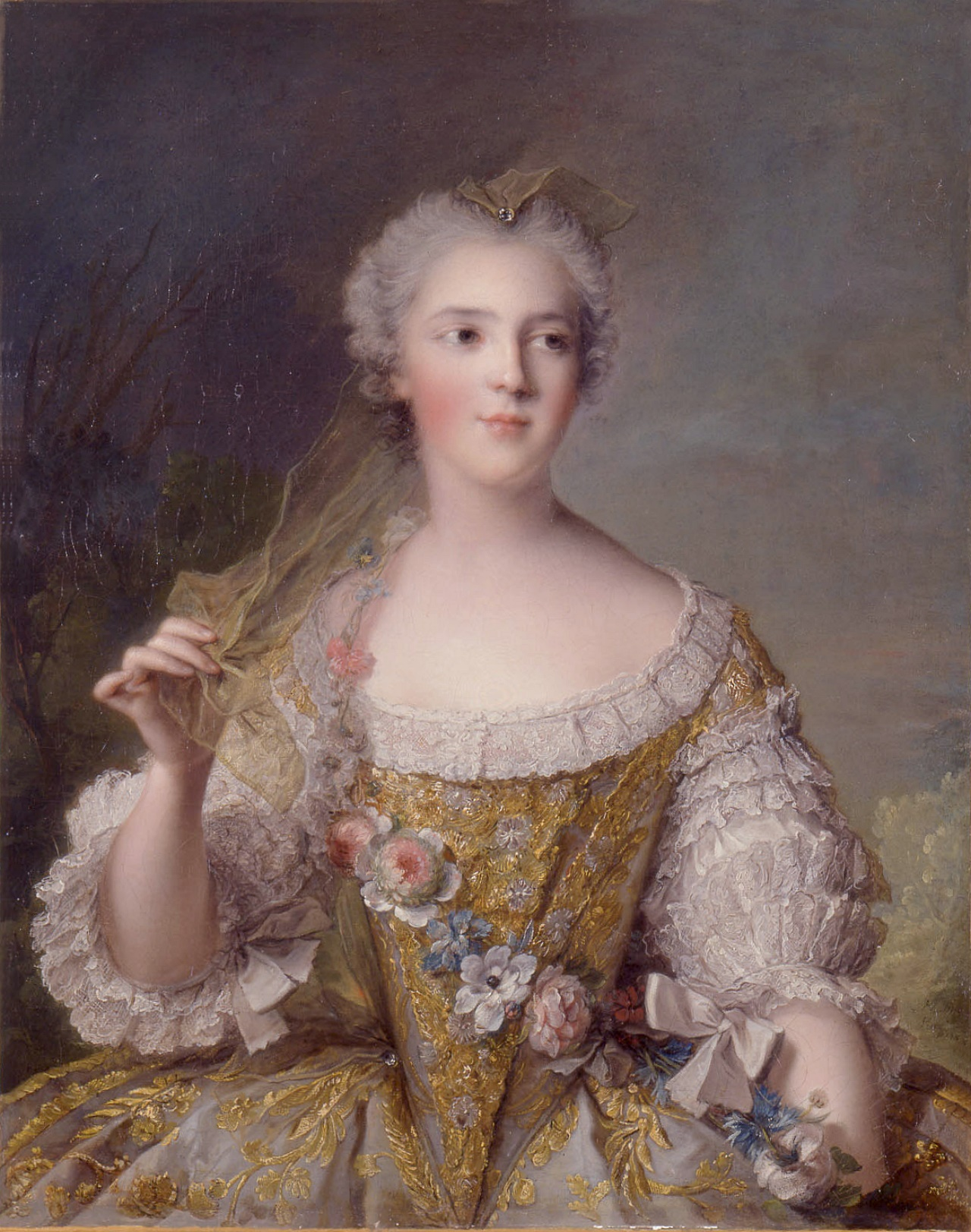
Sofía de Francia.

- 1734: Sofía de Francia, princesa francesa (f. 1782).
- 1740: Jeanne Baret, botánica francesa, primera mujer en circunnavegar el mundo (f. 1740).
- 1752: Palisot de Beauvois, naturalista francés (f. 1820).
- 1764: Joseph Anton Koch, pintor austriaco (f. 1839).
- 1768: Charlotte Corday, mujer francesa (f. 1793), asesina del político francés Jean-Paul Marat.
- 1773: Luisa de Borbón-Dos Sicilias, aristócrata toscana (f. 1802).
- 1773: Jacob Aall, escritor y político noruego (f. 1844).
- 1777: Thomas Campbell, poeta británico (f. 1844).
- 1780: Anastasio Bustamante, militar y político mexicano (f. 1853).
- 1781: Mauro Giuliani, compositor y guitarrista italiano (f. 1829).
- 1784: George Onslow, compositor francés (f. 1853).
- 1806: Francisco Méndez Álvaro, político y médico español (f. 1883).

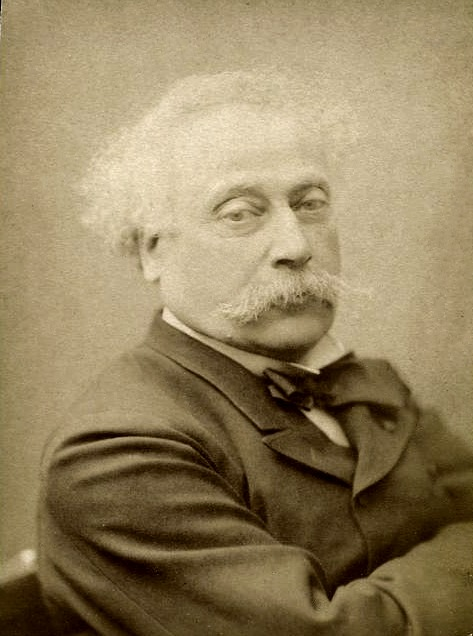
Alexandre Dumas.

- 1824: Alejandro Dumas, escritor francés (f. 1895).

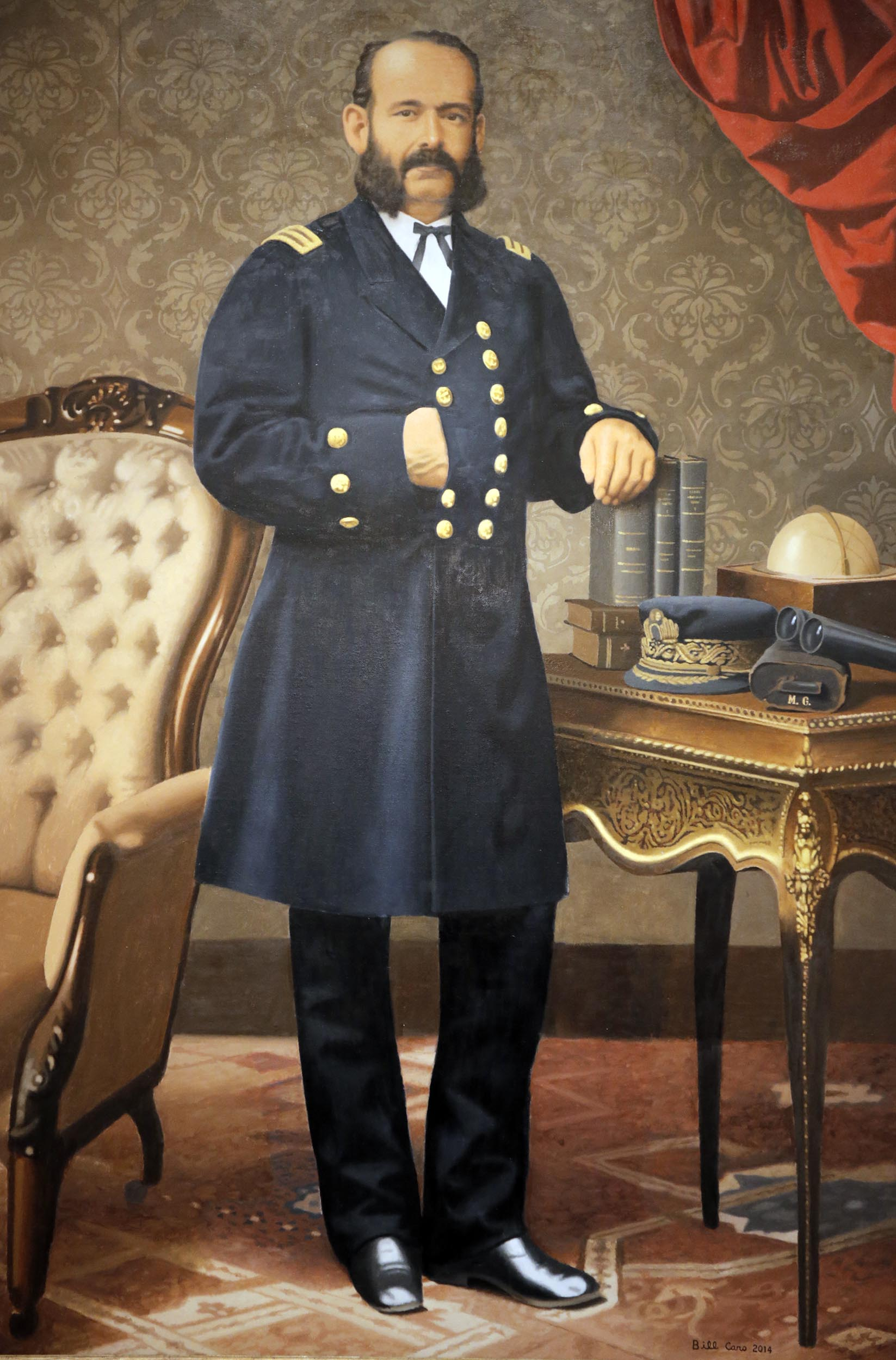
Miguel Grau.

- 1834: Miguel Grau Seminario, militar y héroe nacional peruano (f. 1879).
- 1835: Giosuè Carducci, poeta italiano, premio nobel de literatura en 1906 (f. 1907).
- 1835: Augusto Ferrán, escritor español (f. 1880).
- 1844: José Roldán y Marín, político y médico español (f. 1897).

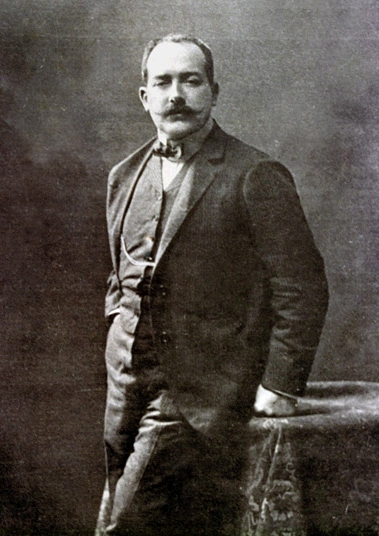
Guillermo Billinghurst.

- 1851: Guillermo Billinghurst, político, empresario y periodista peruano, presidente del Perú entre 1912 y 1914 (f. 1915).
- 1852: Eduardo Ladislao Holmberg, médico, naturalista y escritor argentino (f. 1937).
- 1853: Vladímir Korolenko, escritor ruso (f. 1921).
- 1853: Clementina Black, escritora, feminista y sindicalista (f. 1922)

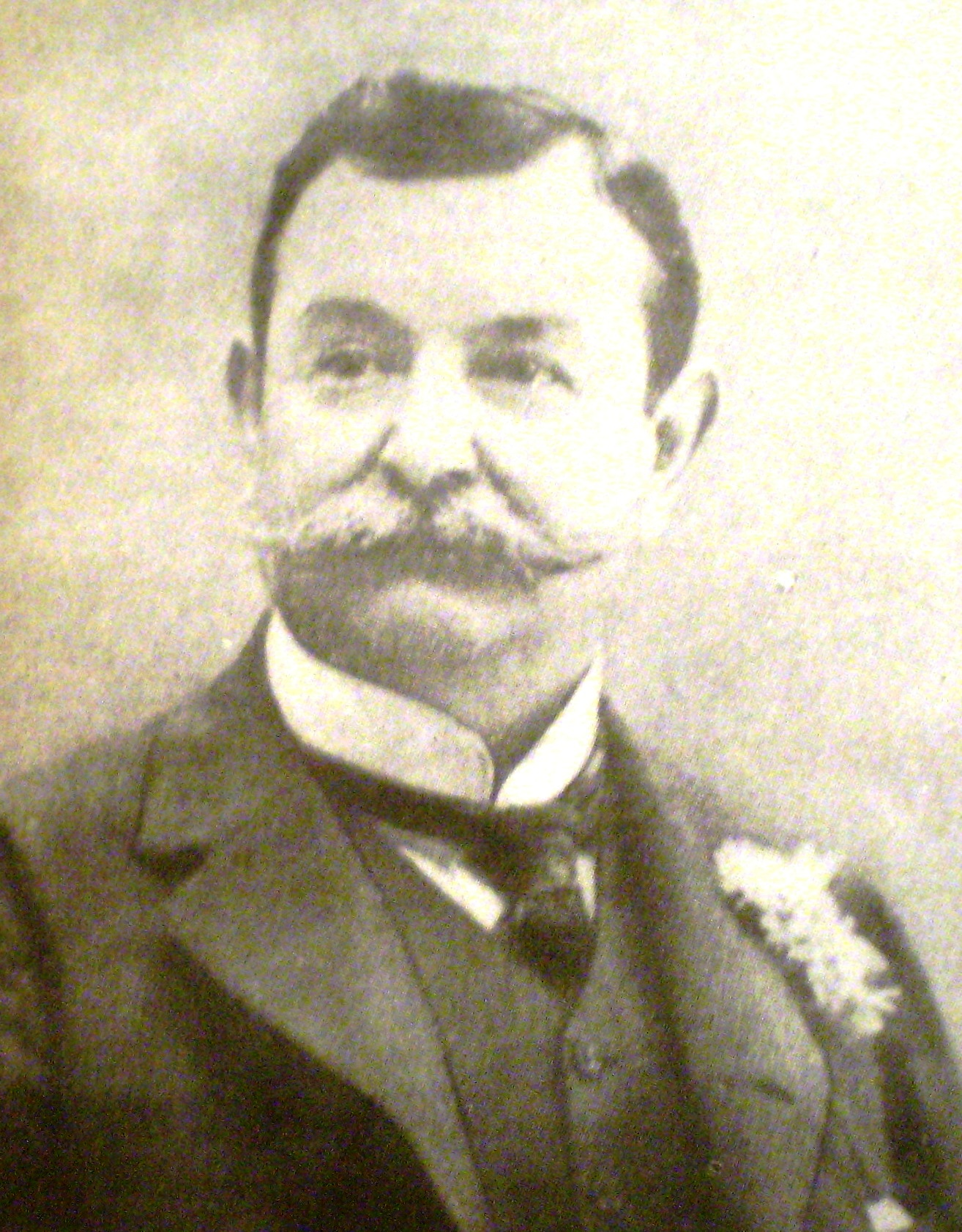
Estanislao Zeballos.

- 1854: Estanislao Zeballos, político, escritor, jurisconsulto, historiador y periodista argentino (f. 1923).
- 1857: José Celso Barbosa, líder estadista puertorriqueno (f.1921)
- 1867: Enrique Granados, compositor español (f. 1916).
- 1877: Ernő Dohnányi, compositor húngaro (f. 1960)
- 1878: Iwane Matsui, general japonés (f. 1948).

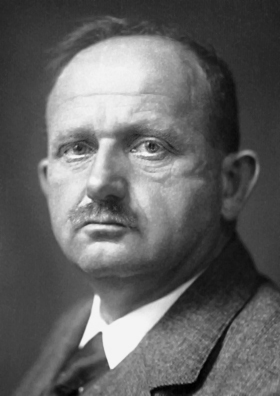
Hans Fischer.

- 1881: Hans Fischer, químico y médico alemán, premio nobel de química en 1930 (f. 1945).
- 1882: Donald Crisp, actor y cineasta británico (f. 1974).
- 1893: Nina Petrova, francotiradora soviética (f. 1945)
- 1900: Charles Vidor, cineasta estadounidense de origen húngaro (f. 1959).
- 1904: Anton Dolin, bailarín de ballet y coreógrafo británico (f. 1983).
- 1904: Liudmila Rudenko ajedrecista soviética (f. 1986).
- 1909: Sergio Fernández Larraín, político chileno (f. 1983).
- 1910: Julien Gracq, escritor francés (f. 2007).
- 1910: Lupita Tovar, actriz mexicana (f. 2016).
- 1912: Ígor Markévich, director de orquesta y compositor ucraniano (f. 1983)
- 1913: Philip Guston, pintor estadounidense (f. 1980).
- 1915: Mario del Monaco, tenor italiano (f. 1982).
- 1916: Ángel Escudero del Corral, jurista español (f. 2001).
- 1919: Gogó Andreu, actor y músico argentino (f. 2012).

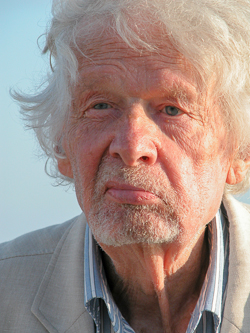
Jack Goody.

- 1919: Jack Goody, antropólogo social y africanista británico (f. 2015).
- 1919: Pastor Serrador, actor argentino afincado en España (f. 2006).
- 1922: Norman Lear, escritor y productor de cine y televisión estadounidense (f. 2023).
- 1925: Lita de Lázzari, conductora de televisión argentina (f. 2015).
- 1926: Nelly Prince, actriz y presentadora de televisión argentina (f. 2021).
- 1927: Gloria Valencia de Castaño, presentadora de televisión colombiana (f. 2014).
- 1928: Joseph Kittinger, aviador estadounidense (f. 2022).
- 1929: Jean Baudrillard, filósofo francés (f. 2007).

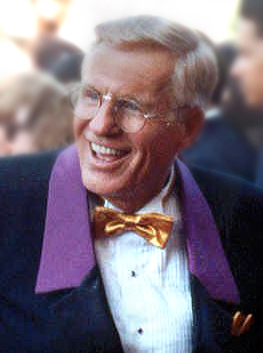
Jerry Van Dyke.

- 1931: Jerry Van Dyke, actor y comediante estadounidense (f. 2018).
- 1932: Fernando Farías, actor chileno.
- 1933: Chris Lawrence, piloto de automovilismo británico (f. 2011).
- 1935: Marcelo Moren Brito, militar chileno (f. 2015).
- 1936: Manuel Aguilera Gómez, economista y político mexicano, Jefe del Departamento del Distrito Federal entre 1993 y 1994 (f. 2022).
- 1936: Miguel García Candiota, trovador español (f. 2007).
- 1936: Josep Termes, historiador español (f. 2011).

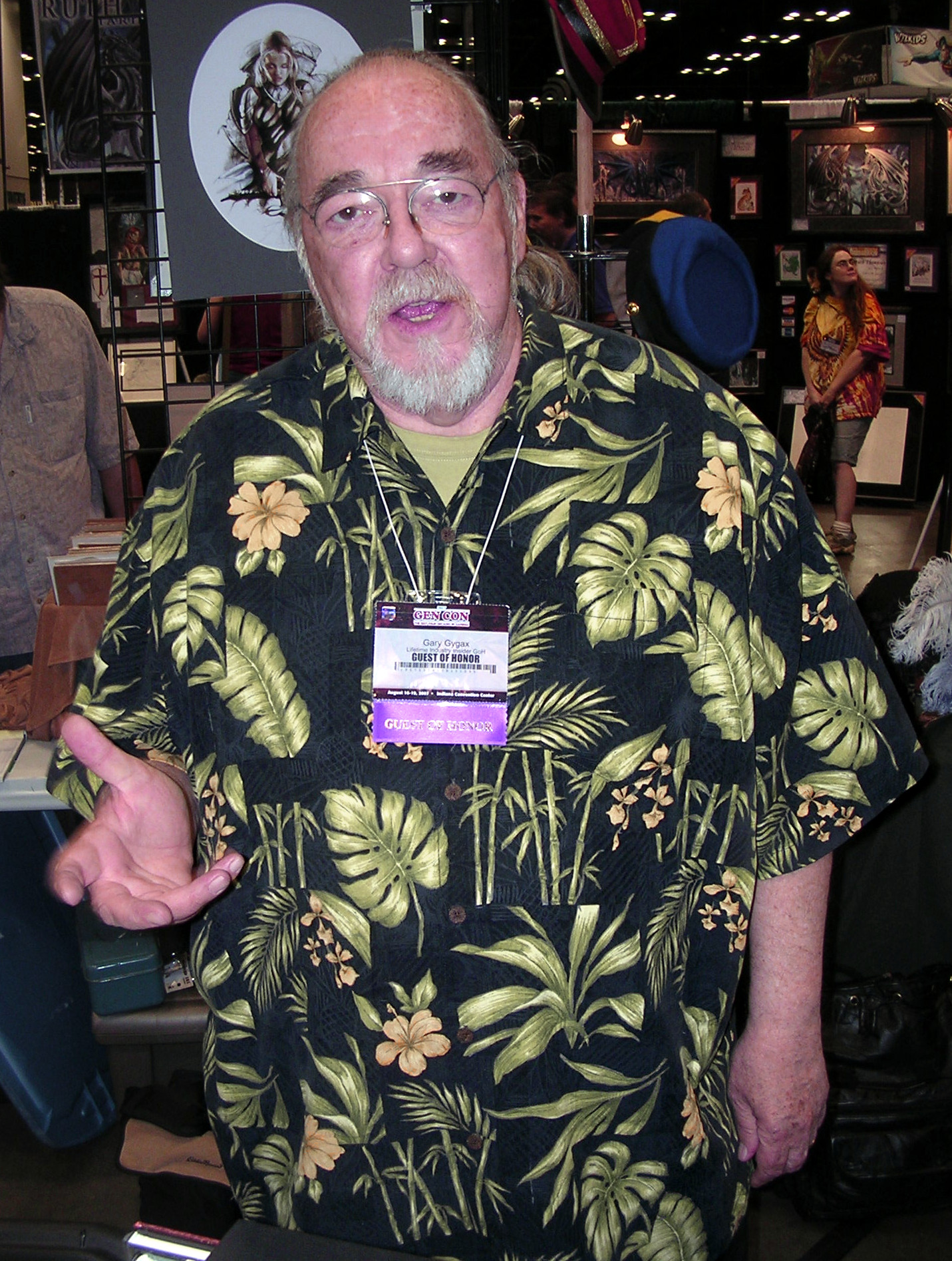
Gary Gygax.

- 1938: Gary Gygax, escritor y diseñador de juegos estadounidense (f. 2008).
- 1939: Peppino di Capri, cantante y compositor italiano.
- 1939: William Eggleston, fotógrafo estadounidense.
- 1940: Pina Bausch, coreógrafa alemana (f. 2009).
- 1942: Dennis Ralston, tenista estadounidense (f. 2020).
- 1943: Anastasia Voznesenskaya, actriz soviética (f. 2022).
- 1944: Franco Mescolini, actor italiano (f. 2017).
- 1946: Gwynne Gilford, actriz estadounidense.
- 1948: Betty Thomas, actriz y cineasta estadounidense.
- 1949: Maury Chaykin, actor canadiense (f. 2010).
- 1950: Carlos Boloña, economista y político peruano (f. 2018).
- 1951: Eduardo Gómez, actor y cómico español (f. 2019).
- 1951: Bernardo Atxaga, escritor español.
- 1952: Eduardo Milán, poeta, ensayista y crítico literario uruguayo.
- 1954: Philippe Alliot, piloto francés de Fórmula 1.
- 1957: Matt Osborne, luchador profesional estadounidense (f. 2013).
- 1959: Carlos Vila Nova, político santotomense, Presidente de Santo Tomé y Príncipe desde 2021.
- 1960: Ricardo Hill, actor y humorista mexicano.
- 1961: Santiago Tavella, músico y artista visual uruguayo.

- 1962: Tony Leung, actor chino.

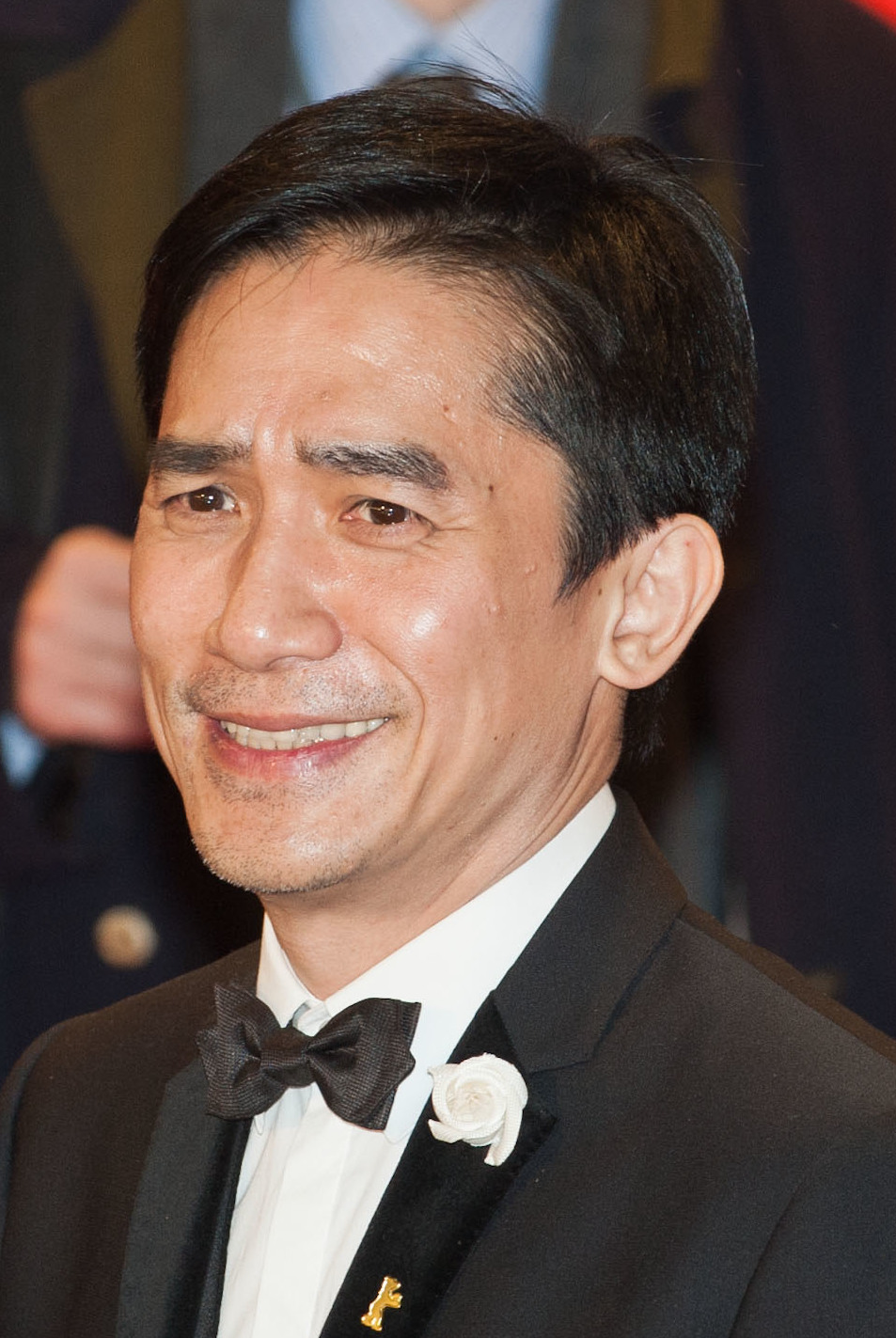
Tony Leung.

- 1963: Donnie Yen, actor y artista marcial chino.
- 1964: Rex Brown, bajista estadounidense, de la banda Pantera.
- 1965: José Luis Chilavert, futbolista paraguayo.
- 1965: Santi Rodríguez, actor y humorista español.
- 1966: Artan Peqini, escultor albanés.
- 1967: Sasha Mitchell, actor estadounidense.
- 1967: Beata Maksymow, yudoca polaca (f. 2024).
- 1968: Maria Grazia Cucinotta, actriz italiana.
- 1968: Julian McMahon, actor australiano (f. 2025).
- 1968: Jorge Salinas, actor mexicano.
- 1968: Ricardo Rosset, piloto de automovilismo brasileño.
- 1969: Paul Levesque, luchador profesional estadounidense.
- 1970: Nikolaj Coster-Waldau; actor y productor danés.

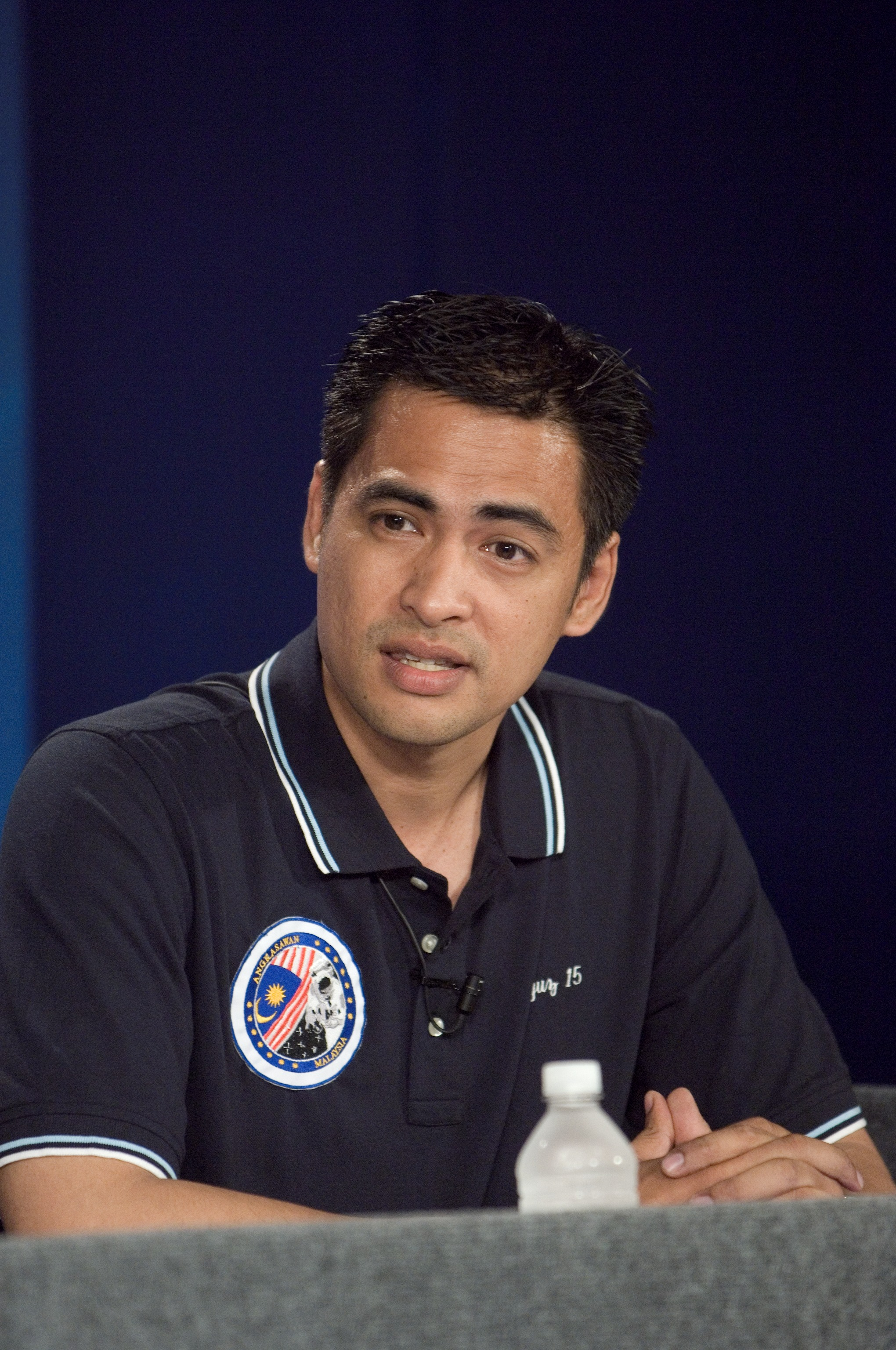
Sheikh Muszaphar Shukor.

- 1972: Sheikh Muszaphar Shukor, médico y cosmonauta malasio.
- 1972: Maya Rudolph, actriz, cómica y cantante estadounidense.
- 1972: Aidín Aimbétov, cosmonauta kazajo.
- 1973: Abe Cunningham, baterista estadounidense de la banda Deftones.
- 1974: Pete Yorn, cantante, compositor y guitarrista estadounidense.
- 1974: Eason Chan, actor y cantante hongkonés.
- 1975: Álex Rodríguez, beisbolista dominicano.
- 1975: Fred Mascherino, músico estadounidense de la banda Taking Back Sunday.
- 1976: Seamus Dever, actor estadounidense.
- 1976: Demis Hassabis, investigador británico, Premio Nobel de Química 2024.
- 1976: Fernando Ricksen, futbolista neerlandés.
- 1977: Jonathan Rhys-Meyers, actor irlandés.
- 1977: Alessandro Grandoni, futbolista italiano.
- 1979: Shannon Moore, luchador profesional estadounidense.
- 1980: Nick Nemeth (Dolph Ziggler), luchador profesional estadounidense.
- 1982: Allan Davis, ciclista australiano.
- 1982: Neil Harbisson, artista hispano-británico.
- 1982: Johana Bahamón, actriz y activista colombiana.
- 1983: Lorik Cana, futbolista albanés.
- 1983: Kubbra Sait, actriz, presentadora de televisión y modelo india.
- 1984: Max Scherzer, beisbolista estadounidense.
- 1984: Mariano Barbosa, futbolista argentino.
- 1984: Carina Krüth, jinete danesa.
- 1985: Lou Taylor Pucci, actor estadounidense.
- 1987: Marek Hamšík, futbolista eslovaco.
- 1989: Elfar Freyr Helgason, futbolista islandés.
- 1989: Francisco Sousa dos Santos, futbolista brasileño.
- 1990: Cheyenne Kimball, cantante estadounidense.
- 1990: Indiana Evans, actriz australiana.
- 1990: Dennis Iapichino, futbolista suizo.
- 1990: Yoseline Hoffman,  actriz, conductora, empresaria y youtuber mexicana.
- 1992: Ramón Arias, futbolista uruguayo.
- 1992: Tory Lanez, cantante y rapero canadiense.

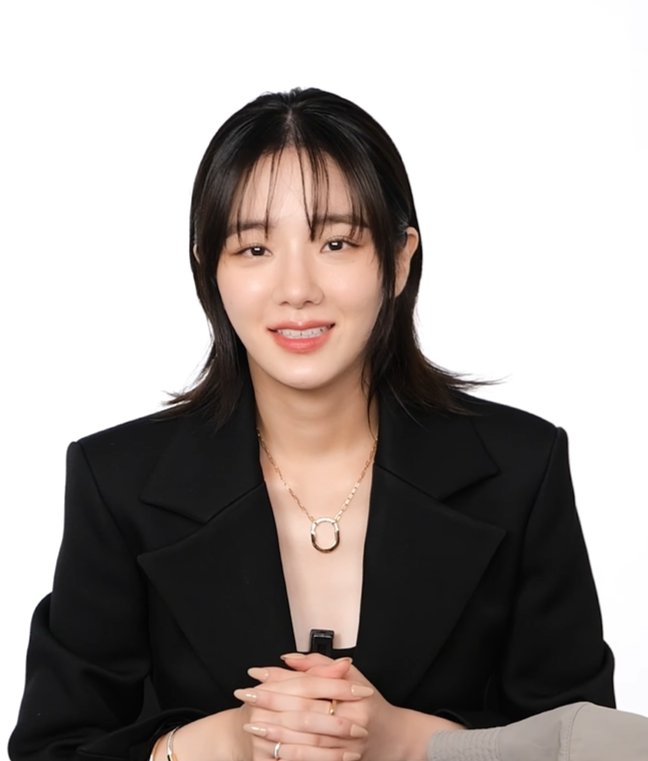
Park Kyu-young

- 1993: Jordan Spieth, golfista estadounidense.
- 1993: Park Kyu-young, actriz surcoreana.
- 1994: Lukas Spalvis, futbolista lituano.
- 1994: Winnie Harlow, modelo canadiense.
- 1994: John Felagha, futbolista nigeriano (f. 2020).
- 1994: Bernardo Matić, futbolista croata.
- 1995: Caio César, futbolista brasileño.
- 1995: Pasquale Mazzocchi, futbolista italiano.
- 1995: Cees Bol, ciclista neerlandés.
- 1995: Andy Van Vliet, baloncestista belga.
- 1996: Yuki Ohashi, futbolista japonés.
- 1997: Gracin Bakumanya, baloncestista congoleño.
- 1997: Hiroki Noda, futbolista japonés.
- 1997: Michele Di Gregorio, futbolista italiano.
- 1998: Przemysław Wiśniewski, futbolista polaco.
- 1998: Rune Herregodts, ciclista belga.
- 1999: Derry Murkin, futbolista inglés.
- 1999: Melina Andersson, piragüista sueca.
- 1999: Lucía Caraballo, actriz española.
- 2000: Adams Sola, baloncestista español.
- 2000: Petros Tsitsipas, tenista griego.
- 2000: Renzo Blotta, piloto de automovilismo argentino.
- 2000: Carlos Rodríguez, futbolista venezolano.
- 2000: Savannah Lee Smith, actriz y cantante estadounidense.
- 2000: Seija Ballhaus, judoka alemana.
- 2003: Louis Foster, piloto de automovilismo británico.
- 2003: Tibor Del Grosso, ciclista neerlandés.
- 2005: Luka Parkadze, futbolista georgiano.
- 2007: Alyvia Alyn Lind, actriz de cine y televisión estadounidense.

## Fallecimientos
- 432: Celestino I, papa italiano (n. ¿?).
- 1061: Nicolás II, papa italiano (n. 909).
- 1101: Conrado, rey romano (n. 1074).
- 1276: Jaime I de Aragón, rey de Aragón, Mallorca, Valencia, conde de Barcelona y Urgel, señor de Montpellier, vizconde de Carladés y Fenolleda (n. 1196).
- 1510: Juan Sforza, aristócrata italiano (n. 1466).
- 1582: Felipe de Pedro Strozzi, militar francés (n. 1541).
- 1675: Enrique de la Tour d'Auvergne-Bouillon, Vizconde de Turena, noble y militar francés (n. 1611).
- 1762: Edmé Bouchardon, escultor francés (n. 1698).
- 1834: José Imaz Baquedano, economista y político español (n. 1767).
- 1837: Pablo Morillo, militar español (n. 1775).
- 1841: Mijaíl Lérmontov, escritor y poeta romántico ruso (n. 1814).
- 1844: John Dalton, químico, físico y matemático británico (n. 1766).
- 1873: Fiódor Tiútchev, poeta y diplomático ruso (n. 1803).
- 1901: Antonio María Cascajares, cardenal español, consejero de la reina María Cristina de Habsburgo (n. 1834).
- 1903: Lina Sandell, poeta sueca y autora de himnos góspel (n. 1832)
- 1917: Emil Theodor Kocher, médico suizo, premio nobel de medicina en 1909 (n. 1841).
- 1924: Ferruccio Busoni, director de orquesta y compositor italiano (n. 1866).
- 1931: Jacques Herbrand, matemático francés (n. 1908).
- 1934: Louis Hubert Lyautey, militar francés (n. 1854).
- 1937: Somerset Gough-Calthorpe, almirante británico (n.1865).
- 1938: Thomas Crean, explorador antártico irlandés (n. 1877).
- 1962: Richard Aldington, escritor y poeta británico (n. 1892).
- 1962: Richard Herrmann, futbolista alemán (n. 1923).
- 1965: Daniel-Rops, escritor e historiador francés (n. 1901).
- 1967: Félix Yusúpov, aristócrata ruso (n. 1887).
- 1968: José Arce, médico y político argentino (n. 1881).
- 1969: Marie Beatrice Schwarz, botánica neerlandesa (n. 1898)
- 1969: Moisés Solana Arciniega, piloto de automovilismo mexicano (n. 1935).
- 1970: António de Oliveira Salazar, primer ministro portugués (n. 1889).
- 1972: Richard Nikolaus Graf von Coudenhove-Kalergi, político austríaco (n. 1894).
- 1979: Gustavo Cochet, pintor, grabador y escritor argentino (n. 1894).
- 1980: Mohammad Reza Pahlevi, último sha iraní (n. 1919).
- 1981: William Wyler, cineasta estadounidense (n. 1902).
- 1984: James Mason, actor británico (n. 1909).
- 1990: Alberto Moreno, cantante uruguayo (n. 1915).
- 1994: Kevin Carter, fotógrafo sudafricano (n. 1960).
- 1994: Rosa Chacel, escritora española de la Generación del 27 (n. 1898).
- 1995: Miklós Rózsa, compositor húngaro-estadounidense (n. 1907).

- 1997: Vladímir Pchelintsev, francotirador soviético (n. 1919)
- 2003: Bob Hope, actor estadounidense (n. 1903).
- 2007: Manuel Calvo Pumpido, empresario y dirigente deportivo español (n. 1938).
- 2007: Gabriel Cisneros, político español (n. 1940).
- 2008: Youssef Chahine, cineasta egipcio (n. 1926).
- 2008: Horst Stein, director de orquesta y músico alemán (n. 1928).
- 2010: Maury Chaykin, actor canadiense (n. 1949).
- 2011: Pietro Sambi, arzobispo italiano (n. 1938).
- 2011: John Stott, teólogo británico (n. 1921).
- 2012: Tony Martin, cantante estadounidense (n. 1913).
- 2013: Santiago Santamaría, futbolista argentino (n. 1952).
- 2013: Suzanne Krull, actriz estadounidense (n. 1966).
- 2014: Francesco Marchisano, cardenal italiano (n. 1929).
- 2015: Abdul Kalam, político indio, presidente de la India entre 2002 y 2007 (n. 1931).
- 2016: Máximo Mosquera, fue un futbolista peruano (n. 1926).
- 2016: Einojuhani Rautavaara, compositor finlandés (n. 1928).
- 2018: Enrique Verástegui, escritor, filósofo, físico y matemático peruano (n. 1950).
- 2018: Marco Aurelio Denegri, intelectual, periodista y sexólogo peruano (n. 1938).
- 2019: John Robert Schrieffer, físico estadounidense, premio nobel de física en 1972 (n. 1931).
- 2020: Jan Skopeček, actor y dramaturgo checo (n. 1925).
- 2021: Jean-François Stévenin, actor y director de cine francés (n. 1944).
- 2021: Gianni Nazzaro, cantante y actor italiano (n. 1948).
- 2022: Bernard Cribbins, actor, artista de comedia musical y doblador británico. (n. 1928)
- 2024: Edna O'Brien, novelista irlandesa (n. 1930).

## Celebraciones

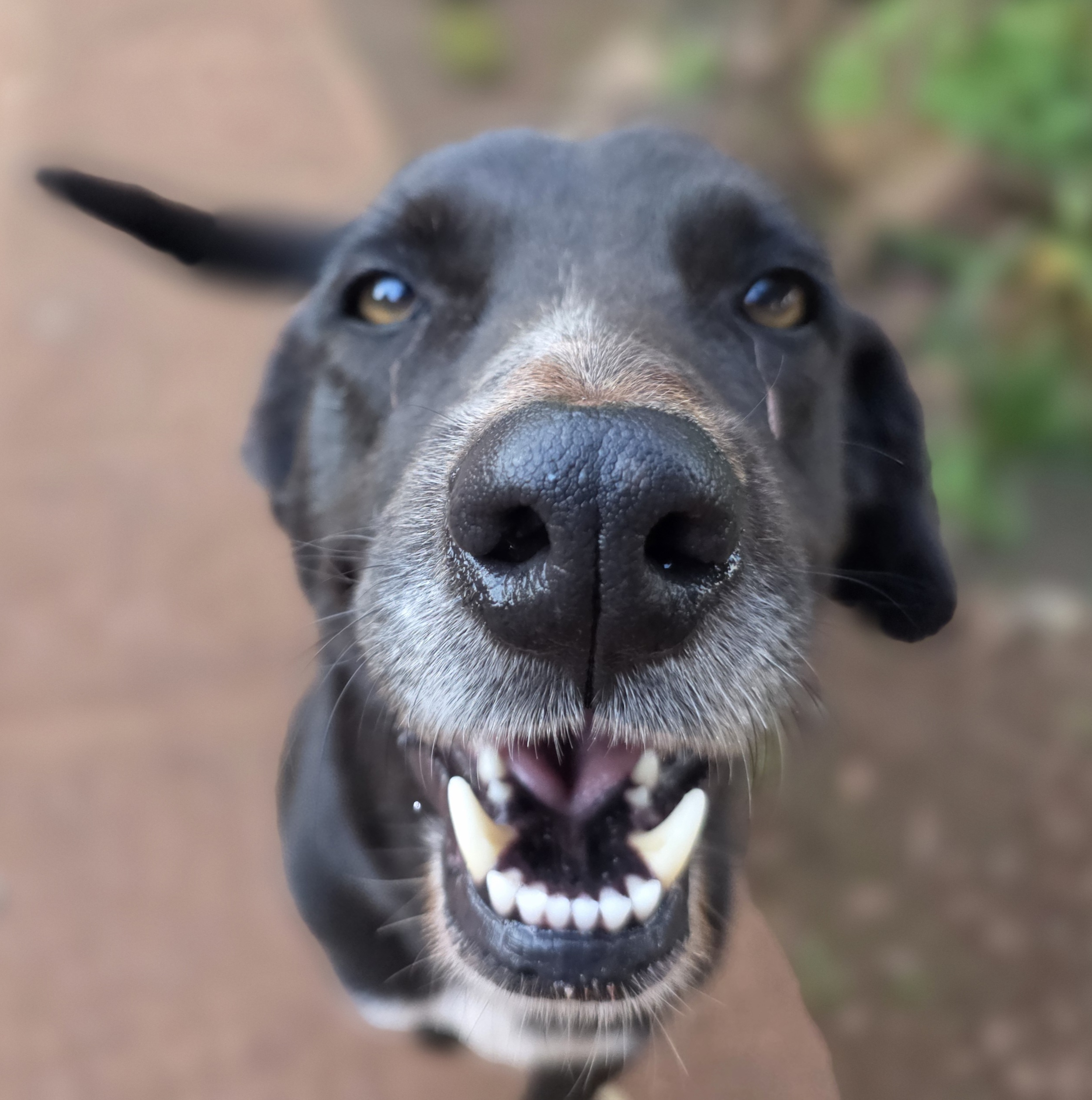
Día Internacional del Perro Callejero.

- Día Internacional del Perro Callejero.[2]
La idea de conmemorar a estos animales fue del periodista chileno Ignacio Gac, quien en 2008 decidió promover la iniciativa a través de las redes sociales. El joven eligió el mes de julio, debido a que a las bajas temperaturas del período invernal exponen a los perros callejeros al frío y a contraer enfermedades. Se trata de una fecha que busca generar conciencia colectiva y ayudar a todos los animales en situación de calle que se enfrentan a los peligros de la vida urbana. Por este motivo busca promover la adopción responsable de mascotas.

Salud
- Día Mundial del Cáncer de Cabeza y Cuello.[3][4]

Misceláneas
- Día Mundial de Andar con Zancos.[5]

 Por países
(Por orden alfabético)
- Argentina: 
  - Día del Antropólogo.[6]
En recuerdo de la fundación del Colegio de Graduados de Antropología el 27 de julio de 1972 (53 años).[7]

- Corea del Norte: 
  - Día de la Victoria.
Se celebra el fin de la guerra de Corea.

- Filipinas: 
  - Día de la Iglesia ni Cristo.

- Finlandia: 
  - Día del Dormilón.[8]
En relación con los Siete durmientes de Éfeso.

- Perú: 
  - Día de la Masonería.[9]

- Puerto Rico: 
  - Día de José Celso Barbosa.

- Ucrania:
  - Día del Trabajador Médico [10]
Es un feriado profesional para los trabajadores de la salud en Ucrania. Según el Decreto del Presidente de Ucrania del 13 de junio de 2023, n.º 327/2023 "El Día del Trabajador Médico", se celebra anualmente el 27 de julio.
(en ucraniano: День медичних працівників, romanizado: Den' Medychnykh Pratsivnykiv).
(en inglés: Medical Workers Day).

- Vietnam:
  - Día del Recuerdo (Día de los Mártires y Soldados Heridos)
ó (Día de Inválidos y Mártires de la Guerra de Vietnam).

### Santoral católico
- Santa Antusa de Mantinea.[11]
- San Aretas.
- San Celestino I (papa).[11]
- San Desiderato de Besançon.
- San Eclesio de Rávena.[11]
- San Hermipo de Nicomedia.[11]
- San Hermócrates de Nicomedia.[11]
- San Hermolao de Nicomedia.[11]
- Santa Juliana de Iluro.[11]
- Santa Liliosa de Córdoba.[11]

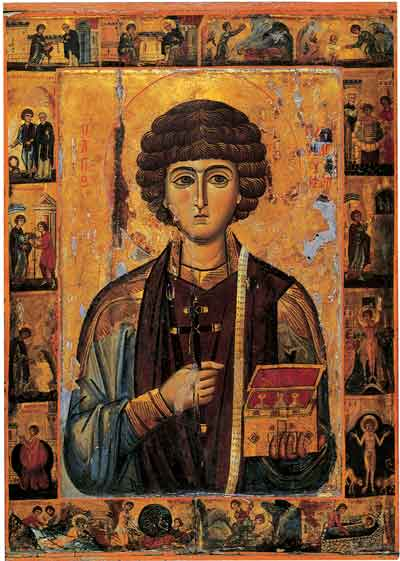
San Pantaleón en un icono del siglo XIII. Monasterio de Santa Catalina (Monte Sinaí, Egipto).

- San Aurelio y Santa Natalia, junto a los Santos Mártires de Córdoba.[11]
- San Pantaleón de Nicomedia, [11]patrono de los médicos. Santo de los enfermos y los galenos.[12](imagen ilustrativa).
- Santos Mauro, Sergio y Pantaleón, patronos de Apulia (Italia).
- Santa Semproniana de Iluro.[11]
- San Simeón Estilita.
- San Teobaldo de Marly.
- San Urso de Loches.[11]
- Siete durmientes de Éfeso.
- Beato Bertoldo de Garsten.[11]
- Beato Joaquín Vilanova Camallonga.[11]
- Beata Lucía Bufalari]].[11]
- Beata María Clemente de Jesús Crucificado Staszewska.
- Beata María Magdalena Martinengo.[11]
- Beato Modesto Vegas Vegas.[11]
- Beato Nevolone de Faenza.[11]
- Beato Raimundo Palmerio.[11]

Por países
(Por orden alfabético)
- España:
  - Bérchules (Granada): San Pantaleón.
  - Escobedo (Cantabria): San Pantaleón, declarada Fiesta de interés turístico regional.
  - Galizano (Cantabria): San Pantaleón.